# II liga polska w piłce nożnej (2008/2009)
II liga 2008/2009 – 1. edycja rozgrywek trzeciego poziomu ligowego piłki nożnej mężczyzn w Polsce po reformie przeprowadzonej w 2008, po której ten poziom stał się trzecim szczeblem centralnym. W rozgrywkach brało udział 36 drużyn, grając w dwóch grupach systemem kołowym.

## Grupa wschodnia

### Drużyny
| Uczestnicy poprzedniej edycji                                                                                 | Uczestnicy poprzedniej edycji  | Uczestnicy poprzedniej edycji | Uczestnicy poprzedniej edycji |
| --- | ------------------------------ | ----------------------------- | ----------------------------- |
| grupa I |                                |                               |                               |
| RWM | Ruch Wysokie Mazowieckie       | 2                             |                               |
| WIG | Wigry Suwałki                  | 3                             |                               |
| SOK | Sokół Aleksandrów Łódzki       | 4                             |                               |
| OKS | OKS 1945 Olsztyn               | 5                             |                               |
| CON | Concordia Piotrków Trybunalski | 6                             |                               |
| grupa IV |                                |                               |                               |
| HET | Hetman Zamość                  | 2                             |                               |
| KOL | Kolejarz Stróże                | 3                             |                               |
| PRZ | Przebój Wolbrom                | 4                             |                               |
| OKO | Okocimski KS Brzesko           | 5                             |                               |
| KSZ | KSZO Ostrowiec Świętokrzyski   | 6                             |                               |
| GÓR | Górnik Wieliczka               | 7                             |                               |
| SNS | Sandecja Nowy Sącz             | 8                             |                               |
| Spadek z II ligi 2007/2008                                                                                    |                                |                               |                               |
| ŁOM | ŁKS Łomża                      | 17                            |                               |
| PEL | Pelikan Łowicz                 | 18                            |                               |
| Awans z IV ligi 2007/2008                                                                                     |                                |                               |                               |
| grupa warmińsko-mazurska                                                                                      |                                |                               |                               |
| JEZ | Jeziorak Iława                 | 1                             |                               |
| grupa świętokrzyska                                                                                           |                                |                               |                               |
| NID | Ponidzie Nida Pińczów          | 12,5                          |                               |
| grupa lubelska                                                                                                |                                |                               |                               |
| STA | Stal Poniatowa                 | 13                            |                               |
| grupa mazowiecka                                                                                              |                                |                               |                               |
| SOT | Start Otwock                   | 14                            |                               |
| Oznaczenia: - kolumna pierwsza – skróty nazw drużyn, - kolumna trzecia – miejsce zajęte w poprzednim sezonie. |                                |                               |                               |

Objaśnienia:

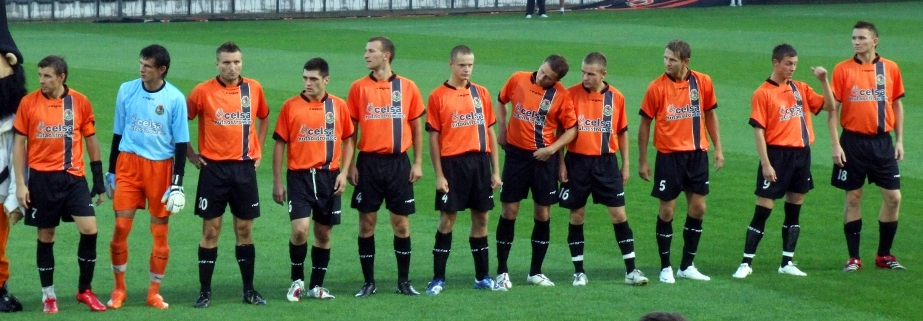
Zwycięzcy rozgrywek - KSZO Ostrowiec Świętokrzyski

1. Jeziorak Iława wygrała baraże o awans z Unią Tarnów.
2. Ponidzie Nida Pińczów wygrała baraże o awans z Izolatorem Boguchwała.
3. Stal Poniatowa wygrała baraże o awans z Supraślanką Supraśl.
4. Start Otwock wygrał baraże o awans z Stalą Niewiadów.
5. Ponidzie Nida Pińczów występuje pod nazwą Nida Pińczów.

### Tabela
| Lp. | Drużyna                              | M  | Z  | R  | P  | Bramki | Bramki | Różn. | Pkt | Uwagi              | Bezpośrednio                |
| --- | ------------------------------------ | -- | -- | -- | -- | ------ | ------ | ----- | --- | ------------------ | --------------------------- |
| 1   | KSZO Ostrowiec Świętokrzyski (M) (A) | 34 | 18 | 11 | 5  | 52     | 23     | +29   | 65  | Awans do I ligi    |                             |
| 2   | Sandecja Nowy Sącz (A)               | 34 | 19 | 7  | 8  | 61     | 32     | +29   | 64  | Awans do I ligi    |                             |
| 3   | Start Otwock (B)                     | 34 | 17 | 10 | 7  | 45     | 36     | +9    | 61  | Baraże o I ligę    |                             |
| 4   | OKS 1945 Olsztyn                     | 34 | 18 | 6  | 10 | 63     | 41     | +22   | 60  |                    |                             |
| 5   | Górnik Wieliczka1 (S)                | 34 | 18 | 5  | 11 | 48     | 26     | +22   | 59  | Spadek do III ligi |                             |
| 6   | Ruch Wysokie Mazowieckie             | 34 | 16 | 7  | 11 | 54     | 28     | +26   | 55  |                    | RWM – KOL 2:0 KOL – RWM 2:1 |
| 7   | Kolejarz Stróże                      | 34 | 15 | 10 | 9  | 52     | 37     | +15   | 55  |                    | RWM – KOL 2:0 KOL – RWM 2:1 |
| 8   | Pelikan Łowicz                       | 34 | 15 | 9  | 10 | 44     | 33     | +11   | 54  |                    |                             |
| 9   | Wigry Suwałki                        | 34 | 15 | 8  | 11 | 41     | 35     | +6    | 53  |                    |                             |
| 10  | Przebój Wolbrom                      | 34 | 14 | 10 | 10 | 59     | 46     | +13   | 52  |                    |                             |
| 11  | Sokół Aleksandrów Łódzki             | 34 | 14 | 7  | 13 | 36     | 42     | −6    | 49  |                    |                             |
| 12  | Okocimski KS Brzesko                 | 34 | 11 | 10 | 13 | 44     | 43     | +1    | 43  | Baraże o II ligę   | OKO – HET 1:0 HET – OKO 0:0 |
| 13  | Hetman Zamość                        | 34 | 12 | 7  | 15 | 37     | 37     | 0     | 43  | Baraże o II ligę   | OKO – HET 1:0 HET – OKO 0:0 |
| 14  | Concordia Piotrków Trybunalski1      | 34 | 12 | 6  | 16 | 41     | 49     | −8    | 42  | Baraże o II ligę   |                             |
| 15  | Jeziorak Iława                       | 34 | 10 | 4  | 20 | 35     | 46     | −11   | 34  | Baraże o II ligę   |                             |
| 16  | Nida Pińczów (S)                     | 34 | 7  | 5  | 22 | 34     | 71     | −37   | 26  | Spadek do III ligi |                             |
| 17  | Stal Poniatowa (S)                   | 34 | 6  | 7  | 21 | 28     | 49     | −21   | 25  | Spadek do III ligi |                             |
| 18  | ŁKS Łomża2 (S)                       | 34 | 3  | 3  | 28 | 8      | 108    | −100  | 12  | Spadek do IV ligi  |                             |

### Strzelcy
| Bramki | Strzelcy                | Drużyna                        |
| ------ | ----------------------- | ------------------------------ |
| 20     | Piotr Grzelczak         | Pelikan Łowicz                 |
| 14     | Piotr Bania             | Sandecja Nowy Sącz             |
| 14     | Arkadiusz Świętosławski | Sokół Aleksandrów Łódzki       |
| 13     | Paweł Łukasik           | OKS 1945 Olsztyn               |
| 13     | Łukasz Szczoczarz       | Okocimski KS Brzesko           |
| 12     | Wojciech Figurski       | Jeziorak Iława                 |
| 11     | Daniel Jarosz           | Górnik Wieliczka               |
| 11     | Jarosław Rak            | Przebój Wolbrom                |
| 11     | Dzidosław Żuberek       | Freskovita Wysokie Mazowieckie |
| 11     | Michał Twardowski       | Freskovita Wysokie Mazowieckie |
| 10     | Robert Kuta             | Przebój Wolbrom                |
| 10     | Grzegorz Lech           | OKS 1945 Olsztyn               |

### Wyniki
| Gospodarz \ Gość               | CON | GÓR | HET | JEZ | KOL | KSZ | ŁOM | NID | OKO | OKS  | PEL | PRZ | RWM | SNS | SOK | STA | SOT | WIG |
| ------------------------------ | --- | --- | --- | --- | --- | --- | --- | --- | --- | ---- | --- | --- | --- | --- | --- | --- | --- | --- |
| Concordia Piotrków Trybunalski |     | 0–1 | 0–1 | 3–2 | 1–0 | 0–2 | 4–1 | 2–1 | 3–0 | 0–5  | 2–1 | 1–1 | 0–3 | 3–5 | 0–0 | 1–0 | 2–2 | 2–0 |
| Górnik Wieliczka               | 2–0 |     | 1–2 | 3–2 | 0–2 | 0–1 | 4–0 | 6–0 | 0–0 | 3–2  | 1–1 | 3–1 | 1–1 | 1–2 | 1–0 | 1–0 | 1–2 | 0–1 |
| Hetman Zamość                  | 2–1 | 0–0 |     | 4–0 | 2–2 | 0–2 | 1–0 | 4–0 | 0–0 | 1–2  | 1–1 | 0–1 | 1–4 | 0–1 | 0–1 | 1–0 | 0–0 | 4–1 |
| Jeziorak Iława                 | 2–2 | 0–2 | 3–1 |     | 0–1 | 1–3 | 7–0 | 1–0 | 2–1 | 1–0  | 0–0 | 0–1 | 0–0 | 1–0 | 2–1 | 1–1 | 0–3 | 1–0 |
| Kolejarz Stróże                | 1–0 | 1–1 | 3–1 | 1–0 |     | 2–2 | 3–0 | 6–1 | 1–3 | 1–1  | 1–1 | 1–2 | 2–1 | 2–0 | 0–1 | 2–1 | 4–2 | 0–0 |
| KSZO Ostrowiec Świętokrzyski   | 1–0 | 1–0 | 1–1 | 1–0 | 2–1 |     | 2–0 | 2–2 | 5–1 | 1–0  | 2–2 | 2–0 | 1–0 | 1–1 | 4–0 | 2–0 | 5–1 | 1–1 |
| ŁKS Łomża                      | 0–5 | 0–1 | 0–5 | 2–1 | 0–3 | 1–1 |     | 0–1 | 0–2 | 0–10 | 0–7 | 0–2 | 0–0 | 0–6 | 1–2 | 2–1 | 0–2 | 0–4 |
| Nida Pińczów                   | 0–2 | 0–2 | 0–1 | 1–0 | 1–1 | 0–0 | 6–0 |     | 1–0 | 1–2  | 1–3 | 2–3 | 0–4 | 1–4 | 1–1 | 2–0 | 0–1 | 3–2 |
| Okocimski KS Brzesko           | 2–1 | 0–1 | 1–0 | 1–0 | 0–1 | 1–1 | 6–0 | 1–4 |     | 1–1  | 0–0 | 1–1 | 0–3 | 0–1 | 2–1 | 2–3 | 1–1 | 3–3 |
| OKS 1945 Olsztyn               | 3–0 | 0–1 | 2–0 | 2–1 | 3–1 | 2–1 | 2–0 | 3–1 | 1–1 |      | 0–0 | 3–3 | 2–1 | 0–1 | 4–0 | 1–0 | 1–2 | 1–1 |
| Pelikan Łowicz                 | 2–1 | 1–0 | 1–0 | 3–0 | 3–1 | 1–0 | 1–0 | 2–1 | 0–4 | 1–2  |     | 3–1 | 2–1 | 1–0 | 3–0 | 1–0 | 0–1 | 1–2 |
| Przebój Wolbrom                | 1–1 | 1–0 | 3–2 | 4–2 | 1–2 | 2–2 | 5–0 | 5–2 | 3–2 | 0–1  | 3–0 |     | 1–1 | 1–1 | 4–1 | 1–2 | 1–1 | 0–1 |
| Ruch Wysokie Mazowieckie       | 3–1 | 1–2 | 2–0 | 2–1 | 2–0 | 0–0 | 6–0 | 2–0 | 1–0 | 5–1  | 2–0 | 1–1 |     | 2–1 | 0–2 | 2–1 | 2–0 | 1–2 |
| Sandecja Nowy Sącz             | 0–1 | 1–2 | 2–0 | 1–0 | 3–2 | 1–0 | 4–0 | 4–0 | 1–1 | 4–1  | 1–0 | 1–0 | 1–1 |     | 3–0 | 1–1 | 4–2 | 1–1 |
| Sokół Aleksandrów Łódzki       | 3–0 | 2–0 | 2–0 | 0–2 | 1–1 | 1–0 | 2–0 | 3–1 | 0–1 | 4–1  | 0–0 | 1–4 | 1–0 | 2–0 |     | 1–1 | 2–2 | 0–3 |
| Stal Poniatowa                 | 2–0 | 0–3 | 0–1 | 1–0 | 1–3 | 0–2 | 0–1 | 0–0 | 2–1 | 1–2  | 0–0 | 2–2 | 2–0 | 2–4 | 0–0 |     | 3–4 | 0–2 |
| Start Otwock                   | 0–0 | 1–0 | 0–0 | 1–0 | 0–0 | 1–0 | 0–0 | 1–0 | 1–3 | 2–0  | 4–2 | 1–0 | 1–0 | 2–0 | 0–1 | 2–1 |     | 2–2 |
| Wigry Suwałki                  | 0–2 | 0–4 | 0–1 | 0–2 | 0–0 | 0–1 | 2–0 | 3–0 | 0–2 | 1–2  | 1–0 | 3–0 | 1–0 | 1–1 | 1–0 | 1–0 | 1–0 |     |

1. ↑  Goście zrezygnowali z wyjazdu na mecz.

## Grupa zachodnia

### Drużyny
| Uczestnicy poprzedniej edycji                                                                                 | Uczestnicy poprzedniej edycji | Uczestnicy poprzedniej edycji | Uczestnicy poprzedniej edycji |
| --- | ----------------------------- | ----------------------------- | ----------------------------- |
| grupa II |                               |                               |                               |
| UNI | Unia Janikowo                 | 2                             |                               |
| NLB | Nielba Wągrowiec              | 3                             |                               |
| JAR | Jarota Jarocin                | 4                             |                               |
| KOT | Kotwica Kołobrzeg             | 5                             |                               |
| VKO | Victoria Koronowo             | 6                             |                               |
| ELA | Elana Toruń                   | 7                             |                               |
| KPP | KP Police                     | 8                             |                               |
| grupa III |                               |                               |                               |
| RAK | Raków Częstochowa             | 2                             |                               |
| GKW | Gawin Królewska Wola          | 3                             |                               |
| KLU | MKS Kluczbork                 | 4                             |                               |
| MIE | Miedź Legnica                 | 5                             |                               |
| PSŁ | Polonia Słubice               | 6                             |                               |
| LZG | Lechia Zielona Góra           | 7                             |                               |
| Spadek z I ligi 2007/2008                                                                                     |                               |                               |                               |
| ZSO | Zagłębie Sosnowiec            | 161                           |                               |
| Awans z IV ligi 2007/2008                                                                                     |                               |                               |                               |
| grupa lubuska                                                                                                 |                               |                               |                               |
| CŻA | Czarni Żagań                  | 12                            |                               |
| grupa śląska I                                                                                                |                               |                               |                               |
| TYC | GKS Tychy                     | 13                            |                               |
| grupa zachodniopomorska                                                                                       |                               |                               |                               |
| POG | Pogoń Szczecin                | 14                            |                               |
| grupa kujawsko-pomorska                                                                                       |                               |                               |                               |
| ZAW | Zawisza Bydgoszcz             | 15                            |                               |
| Oznaczenia: - kolumna pierwsza – skróty nazw drużyn, - kolumna trzecia – miejsce zajęte w poprzednim sezonie. |                               |                               |                               |

Objaśnienia:
1. Zagłębie Sosnowiec zostało ukarane karą degradacji o 1 klasę rozgrywkową, jednak w związku z zajęciem miejsca spadkowego w sezonie 2007/2008, drużyna została zdegradowana o 2 szczeble.
2. Czarni Żagań wygrali baraż o awans z Polonią/Spartą Świdnica.
3. GKS Tychy po wygraniu barażu między mistrzami grup śląskich, wygrał również baraż o awans z Górnikiem Konin.
4. Pogoń Szczecin wygrało baraż o awans z Zatoką Puck.
5. Zawisza Bydgoszcz wygrała baraż o awans z LZS Leśnica.

### Tabela
| Lp. | Drużyna                | M  | Z  | R  | P  | Bramki | Bramki | Różn. | Pkt | Uwagi                       | Bezpośrednio                |
| --- | ---------------------- | -- | -- | -- | -- | ------ | ------ | ----- | --- | --------------------------- | --------------------------- |
| 1   | MKS Kluczbork (M) (A)  | 34 | 21 | 4  | 9  | 59     | 33     | +26   | 67  | Awans do I ligi             |                             |
| 2   | Pogoń Szczecin (A)     | 34 | 18 | 8  | 8  | 55     | 35     | +20   | 62  | Awans do I ligi             |                             |
| 3   | Gawin/Ślęza Wrocław3   | 34 | 17 | 8  | 9  | 57     | 37     | +20   | 59  | Baraże o I ligę             |                             |
| 4   | Nielba Wągrowiec       | 34 | 17 | 6  | 11 | 62     | 44     | +18   | 57  |                             |                             |
| 5   | Raków Częstochowa      | 34 | 15 | 9  | 10 | 46     | 32     | +14   | 54  |                             |                             |
| 6   | Kotwica Kołobrzeg1 (S) | 34 | 14 | 11 | 9  | 45     | 33     | +12   | 53  | Spadek do III ligi          |                             |
| 7   | Zawisza Bydgoszcz      | 34 | 14 | 9  | 11 | 47     | 43     | +4    | 51  |                             | ZAW – ELA 2:0 ELA – ZAW 0:0 |
| 8   | Elana Toruń            | 34 | 14 | 9  | 11 | 49     | 41     | +8    | 51  |                             | ZAW – ELA 2:0 ELA – ZAW 0:0 |
| 9   | GKS Tychy              | 34 | 13 | 9  | 12 | 35     | 34     | +1    | 48  | TYC – UNJ 0:0 UNJ – TYC 0:1 |                             |
| 10  | Unia Janikowo          | 34 | 11 | 15 | 8  | 30     | 27     | +3    | 48  | TYC – UNJ 0:0 UNJ – TYC 0:1 |                             |
| 11  | Zagłębie Sosnowiec2    | 34 | 14 | 7  | 13 | 36     | 31     | +5    | 45  | Baraże o II ligę            | ZSO – JAR 1:0 JAR – ZSO 1:1 |
| 12  | Jarota Jarocin         | 34 | 12 | 9  | 13 | 51     | 44     | +7    | 45  | Baraże o II ligę            | ZSO – JAR 1:0 JAR – ZSO 1:1 |
| 13  | Miedź Legnica          | 34 | 10 | 9  | 15 | 39     | 51     | −12   | 39  | Baraże o II ligę            |                             |
| 14  | Czarni Żagań           | 34 | 9  | 11 | 14 | 31     | 50     | −19   | 38  | Baraże o II ligę            |                             |
| 15  | Victoria Koronowo1 (S) | 34 | 9  | 6  | 19 | 27     | 50     | −23   | 33  | Spadek do III ligi          |                             |
| 16  | Lechia Zielona Góra1   | 34 | 5  | 15 | 14 | 37     | 61     | −24   | 30  |                             |                             |
| 17  | Chemik Police1 (S)     | 34 | 6  | 10 | 18 | 31     | 65     | −34   | 28  | Spadek do III ligi          |                             |
| 18  | Polonia Słubice1       | 34 | 7  | 5  | 22 | 36     | 62     | −26   | 26  |                             |                             |

### Strzelcy
| Bramki | Strzelcy           | Drużyna            |
| ------ | ------------------ | ------------------ |
| 18     | Tomasz Mikołajczak | Nielba Wągrowiec   |
| 14     | Roman Maciejak     | Nielba Wągrowiec   |
| 12     | Maciej Ropiejko    | Pogoń Szczecin     |
| 11     | Krzysztof Myśliwy  | Zagłębie Sosnowiec |
| 11     | Jakub Smektała     | Jarota Jarocin     |
| 10     | Piotr Bajera       | Zawisza Bydgoszcz  |
| 10     | Marek Kowal        | Pogoń Szczecin     |
| 10     | Szymon Maziarz     | Zawisza Bydgoszcz  |
| 10     | Waldemar Sobota    | MKS Kluczbork      |
| 10     | Dmitrij Wierstak   | Elana Toruń        |

### Wyniki
| Gospodarz \ Gość    | KPP | CŻA | ELA | GKW | TYC | JAR | KOT | LZG | MIE | KLU | NLB | POG | PSŁ | RAK | UNI | VKO | ZSO | ZAW |
| ------------------- | --- | --- | --- | --- | --- | --- | --- | --- | --- | --- | --- | --- | --- | --- | --- | --- | --- | --- |
| Chemik Police       |     | 4–0 | 0–0 | 0–3 | 0–0 | 1–4 | 1–3 | 1–1 | 1–1 | 0–1 | 2–5 | 1–3 | 0–0 | 2–2 | 0–0 | 1–0 | 1–0 | 1–2 |
| Czarni Żagań        | 2–0 |     | 1–0 | 0–5 | 1–1 | 3–1 | 0–0 | 0–0 | 0–2 | 2–3 | 0–0 | 0–0 | 1–0 | 2–0 | 1–1 | 1–1 | 1–0 | 1–0 |
| Elana Toruń         | 6–1 | 2–1 |     | 1–1 | 2–0 | 1–0 | 1–1 | 2–1 | 1–0 | 1–1 | 4–2 | 3–2 | 1–2 | 0–1 | 0–1 | 1–0 | 0–1 | 0–0 |
| Gawin/Ślęza Wrocław | 0–1 | 3–1 | 0–0 |     | 2–1 | 4–3 | 1–0 | 4–0 | 2–0 | 1–2 | 1–0 | 0–1 | 6–3 | 1–1 | 1–1 | 1–1 | 5–4 | 1–0 |
| GKS Tychy           | 3–0 | 1–1 | 1–0 | 1–2 |     | 1–0 | 2–2 | 3–2 | 3–0 | 1–0 | 1–2 | 2–1 | 3–0 | 0–4 | 0–0 | 1–0 | 0–0 | 0–1 |
| Jarota Jarocin      | 5–1 | 2–0 | 1–3 | 0–1 | 2–0 |     | 1–0 | 3–1 | 0–0 | 4–1 | 2–0 | 2–2 | 2–0 | 1–2 | 0–0 | 1–1 | 1–1 | 0–0 |
| Kotwica Kołobrzeg   | 2–2 | 2–2 | 3–0 | 2–0 | 3–2 | 3–2 |     | 1–1 | 3–0 | 1–3 | 2–0 | 0–4 | 1–0 | 2–1 | 1–3 | 1–0 | 0–0 | 3–0 |
| Lechia Zielona Góra | 1–1 | 4–2 | 3–2 | 0–0 | 0–0 | 4–2 | 0–0 |     | 1–1 | 2–2 | 0–3 | 0–2 | 0–0 | 0–3 | 0–0 | 0–0 | 0–2 | 0–1 |
| Miedź Legnica       | 2–1 | 1–2 | 2–1 | 1–2 | 1–2 | 1–1 | 0–0 | 0–5 |     | 1–3 | 4–1 | 1–3 | 6–2 | 0–0 | 1–0 | 3–0 | 0–0 | 3–0 |
| MKS Kluczbork       | 4–1 | 2–4 | 3–2 | 2–1 | 1–0 | 0–1 | 0–1 | 5–0 | 2–0 |     | 1–1 | 3–1 | 2–0 | 1–0 | 3–0 | 2–0 | 2–0 | 2–1 |
| Nielba Wągrowiec    | 5–0 | 1–0 | 2–2 | 2–2 | 3–1 | 2–1 | 0–4 | 8–1 | 4–1 | 2–0 |     | 3–0 | 1–0 | 1–0 | 1–0 | 4–2 | 0–0 | 2–5 |
| Pogoń Szczecin      | 2–1 | 3–0 | 0–2 | 1–1 | 0–0 | 1–0 | 2–1 | 4–2 | 1–2 | 1–0 | 2–0 |     | 1–1 | 1–2 | 1–1 | 3–0 | 1–2 | 3–0 |
| Polonia Słubice     | 2–1 | 0–0 | 2–3 | 2–3 | 1–2 | 4–2 | 1–0 | 1–3 | 0–0 | 0–2 | 0–2 | 3–4 |     | 1–2 | 1–2 | 2–1 | 0–1 | 2–0 |
| Raków Częstochowa   | 3–1 | 3–1 | 0–1 | 4–0 | 1–2 | 1–2 | 0–0 | 1–1 | 4–2 | 0–0 | 0–0 | 0–0 | 1–0 |     | 2–1 | 1–0 | 0–2 | 2–1 |
| Unia Janikowo       | 0–0 | 1–1 | 3–1 | 0–0 | 0–1 | 1–1 | 0–0 | 0–0 | 0–0 | 2–0 | 2–1 | 0–1 | 1–0 | 2–1 |     | 3–2 | 2–3 | 0–2 |
| Victoria Koronowo   | 2–0 | 1–0 | 2–4 | 1–3 | 0–0 | 1–1 | 1–0 | 0–0 | 3–0 | 1–5 | 1–0 | 0–1 | 2–1 | 1–0 | 0–1 |     | 1–0 | 0–2 |
| Zagłębie Sosnowiec  | 0–1 | 2–0 | 1–1 | 1–0 | 2–0 | 1–0 | 2–3 | 1–0 | 0–2 | 1–0 | 0–1 | 1–2 | 1–2 | 0–1 | 0–0 | 3–0 |     | 0–0 |
| Zawisza Bydgoszcz   | 1–3 | 3–1 | 2–0 | 1–1 | 0–2 | 2–1 | 1–1 | 4–2 | 3–1 | 0–1 | 0–1 | 3–2 | 1–1 | 2–2 | 0–0 | 5–2 | 0–0 |     |

## Baraże o II ligę
Po zakończeniu sezonu II i III ligi rozegrano dwumecze barażowe o 8 miejsca w trzeciej klasie rozgrywkowej w sezonie 2009/2010:
- 12. drużyna grupy wschodniej II ligi i wicemistrz grupy IV w III lidze – Okocimski KS Brzesko i Huragan Morąg,
- 13. drużyna grupy wschodniej II ligi i wicemistrz grupy V w III lidze – Hetman Zamość i GLKS Nadarzyn,
- 14. drużyna grupy wschodniej II ligi i wicemistrz grupy VIII w III lidze – Concordia Piotrków Trybunalski i Stal Rzeszów,
- 15. drużyna grupy wschodniej II ligi i wicemistrz grupy VII w III lidze – Jeziorak Iława i Hutnik Kraków,
- 11. drużyna grupy zachodniej II ligi i wicemistrz grupy III w III lidze – Zagłębie Sosnowiec i Polonia/Sparta Świdnica,
- 12. drużyna grupy zachodniej II ligi i wicemistrz grupy IV w III lidze – Jarota Jarocin i BKS Stal Bielsko-Biała,
- 13. drużyna grupy zachodniej II ligi i wicemistrz grupy I w III lidze – Miedź Legnica i Błękitni Stargard Szczeciński,
- 14. drużyna grupy zachodniej II ligi i wicemistrz grupy II w III lidze – Czarni Żagań i Goplania Inowrocław.

Gospodarzami pierwszych spotkań były zespoły z III ligi.
Jako jedyna z drużyn II ligi swój dwumecz przegrała Concordia, jednak w związku z wycofaniem się z rozgrywek II ligi Górnika Wieliczka pozostała na trzecim poziomie rozgrywkowym.
| 17 czerwca 2009 | Huragan Morąg | 0:2   | Okocimski KS Brzesko                    |                                                    |
| 17:00           |               | (0:0) | Łukasz Szczoczarz 80' · Tomasz Ogar 82' | Morąg Widzów: 1000 Sędzia: Tomasz Cwalina (Gdańsk) |

| 20 czerwca 2009 | Okocimski KS Brzesko                                                     | 5:0   | Huragan Morąg |                                                     |
| 17:00           | Łukasz Szczoczarz 4', 50', 79' · Sławomir Jagła 70' · Łukasz Popiela 75' | (1:0) |               | Brzesko Widzów: 600 Sędzia: Jacek Małyszek (Lublin) |

Wynik dwumeczu – 7:0 dla Okocimskiego KS.
| 17 czerwca 2009 | GLKS Nadarzyn         | 1:1   | Hetman Zamość  |                                                      |
| 17:00           | Mariusz Bacławski 57' | (0:1) | Kamil Sawa 29' | Nadarzyn Widzów: 500 Sędzia: Andrzej Mrowiec (Bytom) |

| 20 czerwca 2009 | Hetman Zamość | 0:0 | GLKS Nadarzyn |                                                        |
| 17:00           |               |     |               | Zamość Widzów: 2000 Sędzia: Rafał Sawicki (Tarnobrzeg) |

Wynik dwumeczu – 1:1, zwycięstwo Hetmana dzięki bramce zdobytej na wyjeździe.
| 17 czerwca 2009 | Stal Rzeszów        | 1:0   | Concordia Piotrków Trybunalski |                                                     |
| 17:00           | Ireneusz Gryboś 59' | (0:0) |                                | Rzeszów Widzów: 2500 Sędzia: Tomasz Musiał (Kraków) |

| 20 czerwca 2009 | Concordia Piotrków Trybunalski | 1:3   | Stal Rzeszów                                       |                                                                     |
| 17:00           | Hubert Górski 34' (k)          | (1:1) | Ireneusz Gryboś 45' (k), 76' · Emmanuel Udoudo 85' | Piotrków Trybunalski Widzów: 700 Sędzia: Bartosz Frankowski (Toruń) |

Wynik dwumeczu – 4:1 dla Stali.
| 17 czerwca 2009 | Hutnik Kraków    | 1:1   | Jeziorak Iława     |                                                      |
| 17:00           | Paweł Pyciak 53' | (0:0) | Piotr Dymowski 90' | Kraków Widzów: 2000 Sędzia: Jacek Zygmunt (Jarosław) |

| 20 czerwca 2009 | Jeziorak Iława       | 1:0   | Hutnik Kraków |                                                          |
| 17:00           | Tomasz Sedlewski 82' | (0:0) |               | Iława Widzów: 2000 Sędzia: Tomasz Kwiatkowski (Warszawa) |

Wynik dwumeczu – 2:1 dla Jezioraka.
| 17 czerwca 2009 | Polonia/Sparta Świdnica | 0:0 | Zagłębie Sosnowiec |                                                  |
| 17:00           |                         |     |                    | Świdnica Widzów: 2500 Sędzia: Paweł Pskit (Łódź) |

| 20 czerwca 2009 | Zagłębie Sosnowiec    | 1:0   | Polonia/Sparta Świdnica |                                                             |
| 17:00           | Krzysztof Myśliwy 42' | (1:0) |                         | Sosnowiec Widzów: 2000 Sędzia: Jarosław Przybył (Kluczbork) |

Wynik dwumeczu – 1:0 dla Zagłębia.
| 17 czerwca 2009 | BKS Stal Bielsko-Biała | 0:2   | Jarota Jarocin                       |                                                             |
| 17:00           |                        | (0:0) | Piotr Nieć 74' · Maciej Manelski 90' | Bielsko-Biała Widzów: 1000 Sędzia: Łukasz Śmietanka (Radom) |

| 20 czerwca 2009 | Jarota Jarocin      | 1:2   | BKS Stal Bielsko-Biała                            |                                                                 |
| 17:00           | Maciej Manelski 90' | (0:1) | Przemysław Suchowski 23' · Marcin Rejmanowski 53' | Jarocin Widzów: 1000 Sędzia: Jarosław Rynkiewicz (Zielona Góra) |

Wynik dwumeczu – 3:2 dla Jaroty.
| 17 czerwca 2009 | Błękitni Stargard Szczeciński | 1:3   | Miedź Legnica                                                    |                                   |
| 17:00           | Robert Gajda 49'              | (0:1) | Marcin Garuch 7' · Łukasz Zagdański 56' · Patryk Musiałowski 62' | Stargard Szczeciński Widzów: 1200 |

| 20 czerwca 2009 | Miedź Legnica                                                                    | 4:3   | Błękitni Stargard Szczeciński                 |                                                       |
| 17:00           | Paweł Ochota 29' · Vojislav Bakrač 42' · Łukasz Zagdański 52' · Paweł Łodyga 73' | (2:1) | Bartłomiej Zdunek 19', 84' · Robert Gajda 87' | Legnica Widzów: 3000 Sędzia: Tomasz Radkiewicz (Łódź) |

Wynik dwumeczu – 7:4 dla Miedzi.
| 17 czerwca 2009 | Goplania Inowrocław | 0:2   | Czarni Żagań            |                                                                 |
| 17:00           |                     | (0:1) | Oskar Kamiński 42', 88' | Inowrocław Widzów: 2500 Sędzia: Radosław Trochimiuk (Ciechanów) |

| 20 czerwca 2009 | Czarni Żagań                                                                                 | 6:0   | Goplania Inowrocław |                                                          |
| 17:00           | Robert Gaca 7' · Paschal Ekwueme 19', 24', 33' · Wojciech Frach 59' · Dariusz Piechowiak 66' | (4:0) |                     | Żagań Widzów: 2000 Sędzia: Sebastian Tarnowski (Wrocław) |

Wynik dwumeczu – 8:0 dla Czarnych.

## Sędziowie
W sezonie 2008/2009 w II lidze sędziowało 60 arbitrów. Byli to:
- Łukasz Bednarek – zachodniopomorskie KS
- Marek Bilmin – podlaskie KS
- Dawid Bukowczan – śląskie KS
- Andrzej Chudy – podkarpackie KS
- Artur Ciecierski – mazowieckie KS
- Paweł Dreschel – pomorskie KS
- Grzegorz Dubiel – małopolskie KS
- Bartosz Frankowski – kujawsko-pomorskie KS
- Piotr Gajewski – małopolskie KS
- Piotr Gałązka – zachodniopomorskie KS
- Tomasz Garbowski – opolskie KS
- Janusz Gierczyński – wielkopolskie KS
- Jacek Kikolski – mazowieckie KS
- Daniel Kruczyński – śląskie KS
- Tomasz Kwiatkowski – mazowieckie KS
- Artur Lewandowski – małopolskie KS
- Marcin Liana – kujawsko-pomorskie KS
- Jacek Lis – śląskie KS
- Krzysztof Maciaszczyk – lubuskie KS
- Jacek Małyszek – lubelskie KS
- Robert Marciniak – małopolskie KS
- Dawid Matyniak – wielkopolskie KS
- Piotr Maurek – małopolskie KS
- Karol Mazuro – warmińsko-mazurskie KS
- Maciej Mądzik – świętokrzyskie KS
- Andrzej Meler – kujawsko-pomorskie KS
- Artur Mital – mazowieckie KS
- Marcin Muszyński – łódzkie KS
- Grzegorz Nawodziński – zachodniopomorskie KS
- Marek Opaliński – dolnośląskie KS
- Sławomir Pipczyński – mazowieckie KS
- Paweł Płoskonka – małopolskie KS
- Grzegorz Pożarowszczyk – lubelskie KS
- Jarosław Przybył – opolskie KS
- Arkadiusz Przystał – opolskie KS
- Paweł Raczkowski – mazowieckie KS
- Tomasz Radkiewicz – łódzkie KS
- Sylwester Rasmus – kujawsko-pomorskie KS
- Rafał Redziński – lubuskie KS
- Rafał Rokosz – śląskie KS
- Witold Romanowski – małopolskie KS
- Jarosław Rynkiewicz – zachodniopomorskie KS
- Wojciech Sawa – lubelskie KS
- Rafał Sawicki – podkarpackie KS
- Damian Skórka – zachodniopomorskie KS
- Waldemar Socha – dolnośląskie KS
- Mariusz Stolarz – małopolskie KS
- Dominik Sulikowski – pomorskie KS
- Tomasz Superczyński – opolskie KS
- Tomasz Sydor – łódzkie KS
- Sebastian Tarnowski – dolnośląskie KS
- Tomasz Tobiański – pomorskie KS
- Sylwester Tuszer – pomorskie KS
- Tomasz Wajda – śląskie KS
- Mariusz Wiśniewski – warmińsko-mazurskie KS
- Grzegorz Wnuk – podkarpackie KS
- Marcin Woś – lubelskie KS
- Janusz Zalewski – opolskie KS
- Krzysztof Zelek – kujawsko-pomorskie KS
- Zbigniew Zych – lubelskie KS